# Studia trzeciego stopnia
Ten artykuł należy dopracować:

przedstawiono sytuację tylko z polskiej perspektywy – artykuł powinien być przekrojowy.
Pomóż go poprawić. Na stronie dyskusji mogą znajdywać się pomocne komentarze.
Studia trzeciego stopnia (studia doktoranckie, studia doktorskie) – w myśl uchylonej ustawy Prawo o szkolnictwie wyższym studia umożliwiające uzyskanie zaawansowanej wiedzy w określonej dziedzinie lub dyscyplinie nauki, przygotowujące do samodzielnej działalności badawczej i twórczej. Kształcenie na studiach doktoranckich kończyło się uzyskaniem kwalifikacji trzeciego stopnia (w Polsce absolwent otrzymuje Świadectwo ukończenia studiów doktoranckich). Ukończenie studiów trzeciego stopnia nie oznaczało uzyskania stopnia naukowego doktora, należy jednak wskazać, że studia doktoranckie stwarzały warunki do przygotowania rozprawy doktorskiej. Studia doktoranckie mogły być prowadzone przez uprawnione jednostki organizacyjne uczelni, instytut naukowy Polskiej Akademii Nauk, instytut badawczy lub międzynarodowy instytut naukowy działający na terytorium Rzeczypospolitej Polskiej.
W Polsce studia doktoranckie trwały nie krócej niż 2 lata i nie dłużej niż 4 lata, z możliwością przedłużenia w uzasadnionych przypadkach o 2 lata (np. prowadzenia długotrwałych badań naukowych).
W Polsce w roku akademickim 2011/2012 w ramach studiów doktoranckich kształciły się 40 263 osoby, w tym 29 943 w trybie stacjonarnym i 10 320 w trybie niestacjonarnym.
Nauka na studiach doktoranckich wymagała ukończenia studiów II stopnia lub jednolitych studiów magisterskich.

## Studiadoktoranckieczydoktorskie
W obiegu językowym funkcjonują dwa warianty wyrażenia: „studia doktoranckie” i „studia doktorskie”, przy czym zapis w Rozporządzeniu podaje sformułowanie „studia doktoranckie” (mniej konsekwentne, gdyż podobnie jak studia magisterskie kończą się uzyskaniem dyplomu magistra, tak studia doktorskie prowadzą do stopnia doktora, a nie doktoranta).